# Matheus Henrique
Matheus Henrique de Souza (* 19. Dezember 1997 in São Paulo) ist ein brasilianischer Fußballspieler, der aktuell bei Cruzeiro Belo Horizonte unter Vertrag steht.

## Karriere

### Verein
Im Jahr 2014 wechselte Matheus Henrique in die Nachwuchsabteilung der AD São Caetano, nachdem er zuvor aus jener Grêmio Porto Alegres entlassen wurde. In der Saison 2015 wurde er in die erste Mannschaft befördert und gab am 28. März 2015 beim 4:0-Auswärtssieg gegen Guaratinguetá Futebol sein Debüt in der Campeonato Paulista. In diesem Spiel traf in der Schlussphase nach seiner Einwechslung. In dieser Spielzeit kam er zu zwei Einsätzen im Trikot der Azulãos. In der Paulistão im nächsten Jahr 2015 galt er bereits als Stammspieler und erzielte in 18 Einsätzen zwei Tore.
Am 18. Februar 2017 wechselte Matheus Henrique zunächst auf Leihbasis für das Spieljahr 2017 zum Erstligisten Grêmio Porto Alegre. Die Tricolor sicherten sich außerdem eine Kaufoption für den Mittelfeldspieler. Dort spielte er zunächst in der Reservemannschaft und gab am letzten Spieltag der Saison am 3. Dezember 2017 sein Debüt in der Série A, als er in der 75. Spielminute für Jean Pyerre eingewechselt wurde. In der folgenden Spielzeit 2018 wurde die Leihe ausgedehnt und er fest in die erste Mannschaft befördert. Zu ersten Einsätzen kam er im August und Ende September zog Grêmio die vereinbarte Kaufoption in Höhe von 150.000 Euro. Sein erstes Tor für seinen Verein erzielte er am 27. Oktober (31. Spieltag) bei der 3:4-Heimniederlage gegen Sport Recife. In dieser Saison bestritt er 12 Ligaspiele, in denen er zweimal treffen konnte.
In der nächsten Spielzeit 2019 war er bereits ein wichtiger Bestandteil der Startformation von Cheftrainer Renato Gaúcho. Mitte August 2019 unterzeichnete er einen neuen Vierjahresvertrag bei Grêmio. Mit der Tricolor erreichte er in dieser Saison das Halbfinale der Copa Libertadores 2019, wo man am Ligakonkurrenten Flamengo Rio de Janeiro scheiterte. Die Saison beendete er mit 20 Einsätzen in der Liga, in denen er ohne Torerfolg blieb.
Im August 2021 wurde Matheus Henrique nach Italien an den US Sassuolo Calcio ausgeliehen. Die Leihe wurde auf ein Jahr befristet und enthielt eine Kaufoption, von der Sassuolo Gebrauch machte, so dass Matheus Henrique im Sommer 2022 fest nach Italien wechselte. Am Ende der Saison 2023/24 stieg er mit Sassuolo Calcio in die Serie B ab.
Im Juni 2024 wechselte Matheus Henrique zurück in seine Heimat zum Cruzeiro Belo Horizonte, wo er einen Vertrag bis 2029 unterschrieb.

### Nationalmannschaft
Im Juni 2019 nahm Matheus Henrique mit der brasilianischen U23-Nationalmannschaft am Turnier von Toulon teil, wo er in allen fünf Spielen zum Einsatz kam und zum Finalsieg Brasiliens einen Treffer beisteuerte.
Am 10. Oktober 2019 debütierte er in der A-Auswahl, als er beim 1:1-Unentschieden im freundschaftlichen Länderspiel gegen den Senegal in der 68. Spielminute für Arthur Melo eingewechselt wurde.
Im Juni 2021 wurde Matheus Henrique in den Kader der Olympiaauswahl für das Fußballturnier der Olympischen Sommerspiele 2020 berufen. Am Ende des Turniers konnte die Auswahl die Mannschaft Spaniens im Finale mit 2:1 besiegen und er die Goldmedaille feiern.

## Erfolge
U-23 Nationalmannschaft
- Olympiasieger: 2021